# ComBox
ComBox ist eine Schweizer Schlagerband aus dem Kanton Thurgau.

## Bandgeschichte
ComBox wurde 2002 von Pädi Koller als Quartett gegründet. Zu den Gründungsmitgliedern gehörten ausser ihm Kai Oehler, Heinz Wegmüller und Michael Krüsi. Bereits im ersten Jahr nahmen sie am Grand Prix der Volksmusik teil und verpassten als Fünfte des Schweizer Vorentscheids nur knapp das Finale. In den folgenden drei Jahren gehörten sie jeweils zu den vier Schweizer Kandidaten und erreichten in der internationalen Fernsehshow die Plätze 6, 8 und 12.
Bereits 2003 hatte die Band ihr Debütalbum Sommerträume veröffentlicht, aber mit dem Nachfolger Millionen von Sternen schafften sie 2005 auch den Sprung in die Schweizer Hitparade. Produzent war Claus Backaus, Gründungsmitglieder der Flippers. Für 15'000 verkaufte Exemplare wurde das Album mit Gold ausgezeichnet. Kurz danach musste Kai Oehler aus gesundheitlichen Gründen aufgeben und wurde durch Dominik Amrein ersetzt. Mit ihm wurde das dritte Album Himmel auf Erden aufgenommen, das 2006 den Erfolg des Vorgängers wiederholen konnte.
Ende März 2007 verabschiedete sich dann der Bandgründer Patrick Koller von ComBox. Heinz Wegmüller wurde der neue Sänger und Dani Frey ersetzte ihn am Schlagzeug. Ende 2008 traten sie beim Silvesterstadl auf. Es folgten weitere Abschiede und Umbesetzungen und 2012 war die Band nur noch ein Trio, das aus den Gründungsmitgliedern Wegmüller und Krüsi und dem Gitarristen Andy Tautscher bestand. Im Herbst 2013 veröffentlichten sie ein Best-of-Album mit dem Titel 40 goldene Erfolge und kamen damit im Zuge eines neuen Schlagerbooms noch einmal auf Platz 5 der Charts. Ende 2015 erklärte auch Tautscher seinen Abschied, so dass von ComBox nur noch das Duo Wegmüller/Krüsi blieb.

## Mitglieder
- Heinz Wegmüller (Sänger, Schlagzeug)
  - er ist Stadion-Speaker von Hockey Thurgau und nahm mit ComBox 2012 einen offiziellen Fan-Song für den Eishockeyverein auf
- Michael Krüsi (Keyboard)

Ehemalige Mitglieder:
- Patrick «Pädi» Koller (2002 bis 2007, Sänger)
- Kai Oehler (2002 bis 2005, Gitarre)
- Willi Maier (um 2005, Gitarre)[3]
- Dominik Amrein (um 2006 bis 2011, Gitarre)
- Andy Tautscher (2011 bis 2015, Gitarre)
- Dani Frey (ab 2008, Schlagzeug)

## Diskografie
Alben
- Sommerträume (2003)
- Millionen von Sternen (2005)
- Himmel auf Erden (2006)
- Himmel-Hoch-Gefühl (2008)
- Amore Donna Blue (2011)
- Dann träum ich von Hawaii (2012)
- 40 goldene Erfolge (Doppel-Best-of-CD, 2013)
- Der neue Mega Mix mit Partyhits (2015)

Lieder
- Darling I Need You (2002)
- Was ist denn nur so schwer daran (2003)
- Mona (2004)
- Wie der Wind (2005)
- Du bist mein Hauptgewinn (2008)
- Olé olé (HCTG Song) (offizieller Fan-Song des HC Thurgau, 2012)